# Виндзор (Мисури)
Виндзор (енгл. Windsor) град је у америчкој савезној држави Мисури.

## Демографија
По попису из 2010. године број становника је 2.901, што је 186 (-6,0%) становника мање него 2000. године.
| Група             | 2000.         | 2010.         |
| Белци             | 2.992 (96,9%) | 2.771 (95,5%) |
| Афроамериканци    | 16 (0,5%)     | 4 (0,1%)      |
| Азијати           | 8 (0,3%)      | 6 (0,2%)      |
| Хиспаноамериканци | 16 (0,5%)     | 57 (2,0%)     |
| Укупно            | 3.087         | 2.901         |